# Харацидоподобни
Харацидоподобните (Characiformes) са разред животни от клас Актиноптери (Actinopteri).
Таксонът е описан за пръв път от Едуин Стивън Гудрич през 1909 година.

## Семейства
- Acestrorhynchidae
- Alestidae – Африкански тетри
- Anostomidae
- Bryconidae
- Chalceidae
- Characidae – Харацидови
- Chilodontidae
- Citharinidae
- Crenuchidae
- Ctenoluciidae
- Curimatidae
- Cynodontidae
- Distichodontidae – Дистикодонтиди
- Erythrinidae
- Gasteropelecidae – Гастеропелециди
- Hemiodontidae
- Hepsetidae
- Iguanodectidae
- Lebiasinidae – Лебиасинови
- Parodontidae
- Prochilodontidae – Прохилодонтови
- Serrasalmidae – Пиранови
- Tarumaniidae
- Triportheidae